# Ali Amini
Ali Amini (in persiano علی امینی‎; Teheran, 12 settembre 1905 – Parigi, 12 dicembre 1992) è stato un politico e diplomatico iraniano.
Proveniente da una famiglia di politici e statisti iraniani, Amini ha ricoperto varie cariche ministeriali dalla fine degli anni '40 al inizio degli anni '60 del 1900.
È imparentato con molti primi ministri e politici dell'Iran quali: Hassan Vosough, Ahmad Qavam, Hossein Ala e Abdol Hossein Sardari.

## Biografia

### Primi anni e formazione
Nato a Teheran nel 1905, Amini era figlio di Mohsen Amin ol-Dowleh, importante statista dell'era Qajar, e della principessa Qajar Fakhr od-Dowleh, figlia di Mozaffar al-Din Shah.
Completò gli studi all'istituto Dar ol-Fonoun per poi trasferirsi in Francia, conseguendo una laurea in legge all'università di Grenoble per poi ricevere un dottorato in economia all'università di Parigi.

### Carriera politica
Servì come ministro nel gabinetto di Mohammad Mossadeq, ma si staccò da Mossadeq nel luglio 1952. In seguito fu considerato un "traditore" dal Fronte Nazionale, a causa della sua collaborazione con il governo iraniano post-colpo di stato del 1953. Divenne ministro degli finanze nel gabinetto di Fazlollah Zahedi e rimase in carica fino al 1955. Fu poi nominato ministro della giustizia sotto Hossein Ala nel 1955.
Fu nominato ambasciatore negli Stati Uniti dal 1956 ma, a causa della diffidenza di Mohammad Reza Shah nei confronti della popolarità di Amini e del suo rapporto con l'allora senatore John F. Kennedy, venne destituito nel 1958.
Fu nominato primo ministro nel 1961. Nel luglio 1962, tuttavia, fu sostituito dall'amico intimo dello Shah e uno dei principali proprietari terrieri di Birjand, Asadollah Alam. Servì come consigliere dello Shah durante gli ultimi anni della dinastia Pahlavi.

## Ultimi anni e morte

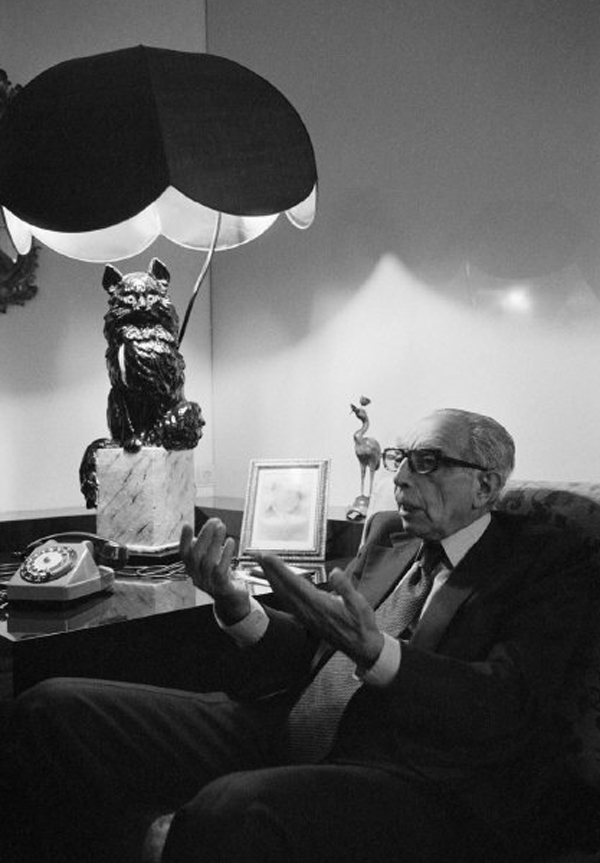
Ali Amini anziano a Parigi

Nel 1979, Amini si trasferì a Parigi, in Francia. Lì guidò il Fronte per la Liberazione dell'Iran, un gruppo di opposizione monarchico. La sua biografia venne pubblicata dall'università di Harvard.
Morì a Parigi il 12 dicembre 1992, all'età di 87 anni. Il suo corpo fu sepolto nel cimitero di Passy.

## Vita privata
Nel 1932 sposò Batul Vosough, figlia di Hassan Vosough e nipote di Ahmad Qavam. La coppia ebbe un figlio, Iraj.